# Финал Гран-при по фигурному катанию 2009/2010
Финал Гран-при по фигурному катанию 2009-2010 (англ. 2009–2010 Grand Prix of Figure Skating Final) — заключительный турнир серии Гран-при по фигурному катанию в сезоне 2009-2010 годов. По шесть лучших «взрослых» и восемь юниорских фигуристов (или пар) в каждой дисциплине, определившиеся по итогам серии, участвовали в этом соревновании.
В 2009 году Финал прошёл в Токио 3 по 6 декабря. Спортсмены соревновались в категориях мужское и женское одиночное катание, парное фигурное катание и танцы на льду, одновременно во «взрослой» и юниорской возрастных категориях.
В отличие от других турниров в рамках этой серии, в финале танцоры не исполняют обязательный танец. Конкурс в танцах на льду начинается с оригинального танца в порядке, обратном порядку квалификации пар в серии.

## Участники

### «взрослые»
По результатам серии Гран-при 2008-2009 в Финал прошли следующие участники.:
|          | Мужчины          | Женщины        | Пары                                  | Танцы                                |
| -------- | ---------------- | -------------- | ------------------------------------- | ------------------------------------ |
| 1        | Нобунари Ода     | Ким Ён А       | Шэнь Сюэ / Чжао Хунбо                 | Мэрил Дэвис / Чарли Уайт             |
| 2        | Эван Лайсачек    | Мики Андо      | Пан Цин / Тун Цзянь                   | Тесса Вертью / Скотт Моир            |
| 3        | Бриан Жубер ***  | Джоанни Рошетт | Мария Мухортова / Максим Траньков     | Танит Белбин / Бенжамин Агосто *     |
| 4        | Джереми Эбботт   | Алёна Леонова  | Алёна Савченко / Робин Шолковы        | Натали Пешала / Фабьян Бурза         |
| 5        | Дайсукэ Такахаси | Эшли Вагнер    | Юко Кавагути / Александр Смирнов      | Анна Каппеллини / Лука Ланотте       |
| 6        | Джонни Вейр      | Акико Судзуки  | Чжан Дань / Чжан Хао                  | Шинед Керр / Джон Керр               |
| Запасные |                  |                |                                       |                                      |
| 1        | Томаш Вернер     | Рэйчел Флатт   | Джессика Дюбэ / Брайс Девисон         | Яна Хохлова / Сергей Новицкий **     |
| 2        | Михал Бржезина   | Алисса Чизни   | Татьяна Волосожар / Станислав Морозов | Ванесса Крон / Поль Пуарье           |
| 3        | Такахико Кодзука | Мао Асада      | Кеана Маклафлин / Рокни Брубейкер     | Александра Зарецкая / Роман Зарецкий |

- * — Танит Белбин и Бенжамин Агосто не выступили в финале Гран-при из-за травмы партнёрши[5].
- ** — Яна Хохлова и Сергей Новицкий, которые были первыми запасными в танцах на льду, также отказались от участия в финале по рекомендации врача[6], таким образом освободившееся место занял канадский дуэт Ванесса Крон и Поль Пуарье.
- *** — Бриан Жубер отказался от участия в финале из-за травмы, полученной на тренировке[7]. Освободившееся место занял чех Томаш Вернер.

### юниоры
По результатам серии Гран-при среди юниоров, в Финал прошли следующие спортсмены:
|          | Мужчины           | Женщины           | Пары                               | Танцы                                |
| -------- | ----------------- | ----------------- | ---------------------------------- | ------------------------------------ |
| 1        | Юдзуру Ханю       | Канако Мураками   | Суй Вэньцзин / Хань Цун            | Майя Шибутани / Алекс Шибутани       |
| 2        | Росс Майнер       | Полина Шелепень   | Наруми Такахаси / Мэрвин Тран      | Ксения Монько / Кирилл Халявин       |
| 3        | Сун Нань          | Кири Бага         | Кэйли Хоул / Адам Джонсон          | Елена Ильиных / Никита Кацалапов     |
| 4        | Артур Гачинский   | Анжела Максвелл   | Чжан Юэ / Ван Лэй                  | Екатерина Пушкаш / Джонатан Гурейро  |
| 5        | Кэнто Накамура    | Ксения Макарова   | Татьяна Новик / Михаил Кузнецов    | Хариз Ральф / Ашер Хилл              |
| 6        | Станислав Ковалёв | Кристина Гао      | Бритни Симсон / Натан Миллер       | Лоренца Алессандрини / Симоне Ватури |
| 7        | Ричард Донбруш    | Анна Овчарова     | Александра Васильева / Юрий Шевчук | Марина Антипова / Артём Кудашев      |
| 8        | Грант Хохштейн    | Эль Каумара       | Ксения Столбова / Фёдор Климов     | Изабелла Каннушио / Ян Лорелло       |
| Запасные |                   |                   |                                    |                                      |
| 1        | Austin Kanallakan | Юки Нисино        | Brittany Jones / Kurtis Gaskell    | Karen Routhier / Eric Saucke-Lacelle |
| 2        | Гордей Горшков    | Кристин Мусадемба | Анаис Моранд / Энтони Дорса        | Алиса Агафонова / Дмитрий Дунь       |
| 3        | Жан Буш           | Kate Charbonneau  | Maddison Bird / Raymond Schultz    | Татьяна Батуринцева / Иван Волобуев  |

## Результаты

### Мужчины

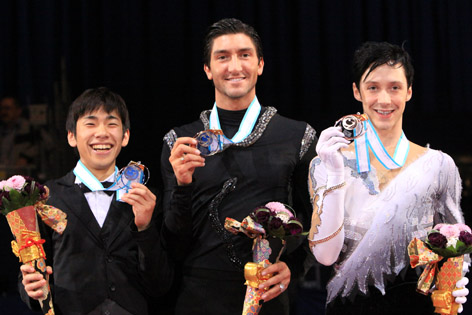

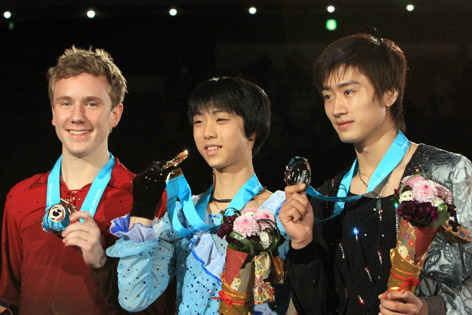

| Место | Имя              | Страна | Сумма баллов | SP | FS |
| ----- | ---------------- | ------ | ------------ | -- | -- |
| 1     | Эван Лайсачек    | США    | 249.45       | 2  | 1  |
| 2     | Нобунари Ода     | Япония | 243.36       | 3  | 3  |
| 3     | Джонни Вейр      | США    | 237.35       | 4  | 4  |
| 4     | Джереми Эбботт   | США    | 235.38       | 5  | 2  |
| 5     | Дайсукэ Такахаси | Япония | 224.60       | 1  | 5  |
| 6     | Томаш Вернер     | Чехия  | 192.32       | 6  | 6  |

### Женщины

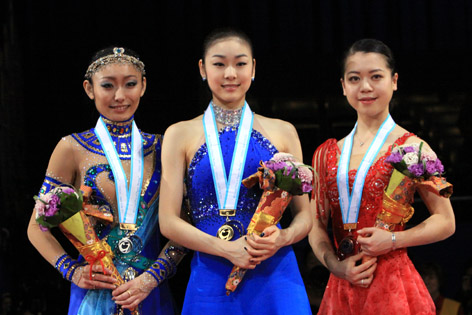

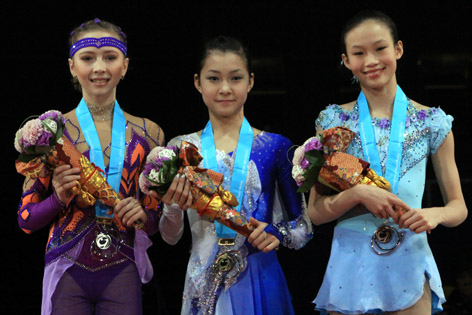

| Место | Имя            | Страна           | Сумма баллов | SP | FS |
| ----- | -------------- | ---------------- | ------------ | -- | -- |
| 1     | Ким Ён А       | Республика Корея | 188.86       | 2  | 1  |
| 2     | Мики Андо      | Япония           | 185.94       | 1  | 2  |
| 3     | Акико Судзуки  | Япония           | 174.00       | 5  | 3  |
| 4     | Эшли Вагнер    | США              | 162.07       | 6  | 4  |
| 5     | Джоанни Рошетт | Канада           | 156.71       | 4  | 5  |
| 6     | Алёна Леонова  | Россия           | 156.55       | 3  | 6  |

### Пары

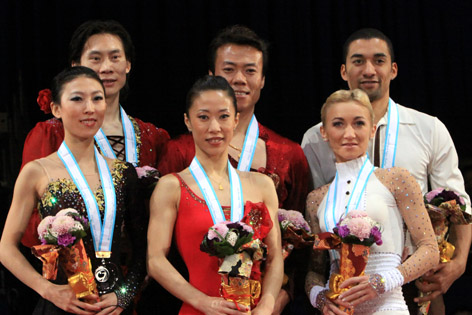

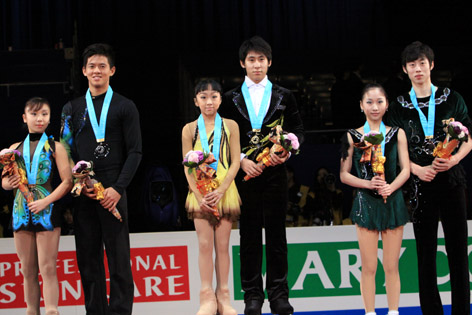

| Место | Имя                               | Страна   | Сумма баллов | SP | FS |
| ----- | --------------------------------- | -------- | ------------ | -- | -- |
| 1     | Шэнь Сюэ / Чжао Хунбо             | Китай    | 214.25       | 1  | 1  |
| 2     | Пан Цин / Тун Цзянь               | Китай    | 201.86       | 4  | 2  |
| 3     | Алёна Савченко / Робин Шолковы    | Германия | 200.38       | 2  | 4  |
| 4     | Мария Мухортова / Максим Траньков | Россия   | 198.35       | 3  | 3  |
| 5     | Юко Кавагути / Александр Смирнов  | Россия   | 183.01       | 6  | 5  |
| 6     | Чжан Дань / Чжан Хао              | Китай    | 180.25       | 5  | 6  |

### Танцы

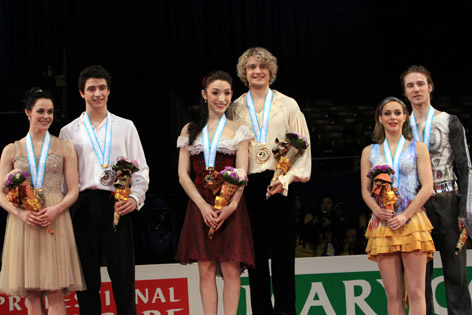

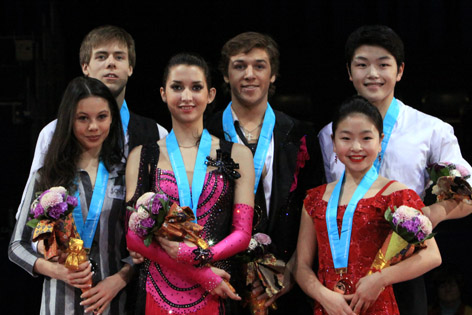

| Место | Имя                            | Страна         | Сумма баллов | OD | FD |
| ----- | ------------------------------ | -------------- | ------------ | -- | -- |
| 1     | Мэрил Дэвис/ Чарли Уайт        | США            | 169.44       | 1  | 2  |
| 2     | Тесса Вертью / Скотт Моир      | Канада         | 168.22       | 2  | 1  |
| 3     | Натали Пешала / Фабьян Бурза   | Франция        | 147.62       | 3  | 3  |
| 4     | Шинед Керр / Джон Керр         | Великобритания | 145.33       | 4  | 4  |
| 5     | Анна Каппеллини / Лука Ланотте | Италия         | 139.21       | 5  | 5  |
| 6     | Ванесса Крон / Поль Пуарье     | Канада         | 135.99       | 6  | 6  |

## Результаты юниорского финала

### Мужчины
| Место | Имя               | Страна | Сумма баллов | SP | FS |
| ----- | ----------------- | ------ | ------------ | -- | -- |
| 1     | Юдзуру Ханю       | Япония | 206.77       | 3  | 1  |
| 2     | Сун Нань          | Китай  | 204.99       | 1  | 2  |
| 3     | Росс Майнер       | США    | 196.09       | 2  | 4  |
| 4     | Ричард Дорнбуш    | США    | 191.80       | 6  | 3  |
| 5     | Грант Хохштейн    | США    | 187.92       | 4  | 5  |
| 6     | Артур Гачинский   | Россия | 178.03       | 5  | 6  |
| 7     | Станислав Ковалёв | Россия | 163.20       | 7  | 7  |
| 8     | Кэнто Накамура    | Япония | 142.78       | 8  | 8  |

### Женщины
| Место | Имя              | Страна | Сумма баллов | SP | FS |
| ----- | ---------------- | ------ | ------------ | -- | -- |
| 1     | Канако Мураками  | Япония | 160.53       | 2  | 1  |
| 2     | Полина Шелепень  | Россия | 159.29       | 1  | 2  |
| 3     | Кристина Гао     | США    | 151.47       | 5  | 3  |
| 4     | Ксения Макарова  | Россия | 147.29       | 3  | 4  |
| 5     | Анна Овчарова    | Россия | 144.96       | 4  | 6  |
| 6     | Анджела Максвелл | США    | 137.55       | 8  | 5  |
| 7     | Кири Бага        | США    | 122.35       | 7  | 7  |
| 8     | Элли Кавамура    | США    | 120.93       | 6  | 8  |

### Пары
| Место | Имя                                | Страна | Сумма баллов | SP | FS |
| ----- | ---------------------------------- | ------ | ------------ | -- | -- |
| 1     | Суй Вэньцзин / Хань Цун            | Китай  | 160.45       | 1  | 1  |
| 2     | Наруми Такахаси / Мэрвин Тран      | Япония | 145.80       | 2  | 2  |
| 3     | Чжан Юэ / Ван Лэй                  | Китай  | 137.19       | 5  | 3  |
| 4     | Татьяна Новик / Михаил Кузнецов    | Россия | 134.33       | 6  | 4  |
| 5     | Кэйли Хоул / Адам Джонсон          | Канада | 132.17       | 4  | 5  |
| 6     | Бритни Симсон / Натан Миллер       | США    | 128.62       | 7  | 6  |
| 7     | Ксения Столбова / Фёдор Климов     | Россия | 122.19       | 3  | 8  |
| 8     | Александра Васильева / Юрий Шевчук | Россия | 121.35       | 8  | 7  |

### Танцы
| Место | Имя                                  | Страна | Сумма баллов | OD | FD |
| ----- | ------------------------------------ | ------ | ------------ | -- | -- |
| 1     | Ксения Монько / Кирилл Халявин       | Россия | 141.21       | 1  | 1  |
| 2     | Елена Ильиных / Никита Кацалапов     | Россия | 139.36       | 3  | 2  |
| 3     | Майя Шибутани / Алекс Шибутани       | США    | 138.75       | 2  | 3  |
| 4     | Харис Ральф / Ашер Хилл              | Канада | 124.75       | 4  | 4  |
| 5     | Екатерина Пушкаш / Джонатан Гурейро  | Россия | 119.50       | 5  | 5  |
| 6     | Изабелла Каннушио / Ян Лорелло       | США    | 118.11       | 6  | 6  |
| 7     | Лоренца Алессандрини / Симоне Ватури | Италия | 106.78       | 8  | 7  |
| 8     | Марина Антипова / Артём Кудашев      | Россия | 106.69       | 7  | 8  |

## Призовой фонд
Серия Гран-при является серией коммерческих турниров и за участие в ней полагаются призовые. В финале Гран-при сезона 2009—2010 призовые составили:
- у «взрослых» спортсменов

| Место | Сумма   |
| ----- | ------- |
| 1     | $25,000 |
| 2     | $18,000 |
| 3     | $12,000 |
| 4     | $6,000  |
| 5     | $4,000  |
| 6     | $3,000  |

- у юниоров

| Место | Сумма (Одиночники) | Сумма (Пары/Танцы) |
| ----- | ------------------ | ------------------ |
| 1     | $6,000             | $9,000             |
| 2     | $5,000             | $7,500             |
| 3     | $4,000             | $6,000             |
| 4     | $3,000             | $4,500             |
| 5     | $2,000             | $3,000             |
| 6     | $1,000             | $1,500             |

## Расписание
(UTC+9)
- 2 декабря 2009 года
  - 19:30 — Церемония открытия
- 3 декабря 2009 года
  - 17:00 — Парное катание. Юниоры (короткая программа)
  - 18:30 — Мужское одиночное катание. Юниоры (короткая программа).
  - 20:00 — Парное катание. Взрослые (короткая программа)
  - 21:15 — Танцы на льду. Взрослые (оригинальный танец)
- 4 декабря 2009 года
  - 15:00 — Мужское одиночное катание. Юниоры (произвольная программа)
  - 16:35 — Парное катание. Юниоры (произвольная программа)
  - 18:30 — Мужское одиночное катание. Взрослые (короткая программа)
  - 19:40 — Женское одиночное катание. Взрослые (короткая программа)
  - 20:50 — Танцы на льду. Взрослые (оригинальный танец)
- 5 декабря 2009 года
  - 13:30 — Танцы на льду. Юниоры (оригинальный танец)
  - 14:55 — Женское одиночное катание. Юниоры (короткая программа)
  - 16:25 — Парное катание. Взрослые (произвольная программа)
  - 18:00 — Мужское одиночное катание. Взрослые (произвольная программа)
  - 19:30 — Женское одиночное катание. Взрослые (произвольная программа)
- 6 декабря 2009 года
  - 12:30 — Танцы на льду. Юниоры (произвольный танец)
  - 14:00 — Мужское одиночное катание. Юниоры (произвольная программа)
  - 16:15 — Показательные выступления